# Rodolfo T. Loaiza
Rodolfo Tostado Loaiza (San Javier, Sinaloa, 18 de diciembre de 1894-Mazatlán, Sinaloa, 21 de febrero de 1944) referido históricamente como Rodolfo T. Loaiza, fue un militar y político mexicano. Fue diputado federal, senador y gobernador de Sinaloa de 1941 a 1944, muriendo asesinado mientras ejercía este último cargo.

## Biografía
Nacido en la población de San Javier del municipio de San Ignacio; en ese lugar, en la cabecera municipal y en Mazatlán realizó sus estudios básicos, que fueron su máximo grado de estudios. 
En 1911 se unió como soldado a la Revolución Mexicana bajo las órdenes de Guillermo Nelson, posteriormente apoyó a Venustiano Carranza pasando a formarte del Ejército Constitucionalista. Alcanzó el grado de coronel y llegó a ser pagador general del Ejército. En la Secretaría de Guerra y Marina fue subjefe del estado mayor de 1929 a 1932 y jefe del estado mayor de 1932 a 1933.
En 1930 es elegido por primera ocasión Senador, representando al estado de Sinaloa en segunda fórmula para el periodo de 1930 a 1934 que corresponden a las legislaturas XXXIV y XXXV. Al finales, en 1934 fue postulado y elegido diputado federal por el Distrito 4 de Sinaloa a la XXXVI Legislatura de dicho año al de 1937, y en la que fue miembro de la Gran Comisión. No terminó su cargo, debido a que en las elecciones extraordinarias de Senadores de 1936 fue postulado candidato a dicho cargo en primera fórmula por Sinaloa, resultando elegido para un periodo extraordinario de cuatro años, uno correspondiente a la XXXVI Legislatura y tres de la XXXVII y culminando en 1940.
El 3 de septiembre de 1936 la Cámara de Diputados declaró que al asumir la senaduría el 1 de septiembre del mismo año había de hecho optado por dicho cargo y cesado en el diputado y llamó a su suplente Luis Gaxiola. En el Senado fue también integrante de la Gran Comisión. En 1935 había sido nombrado tesorero del comité nacional del Partido Nacional Revolucionario (PNR).

### Gobernador de Sinaloa y asesinato

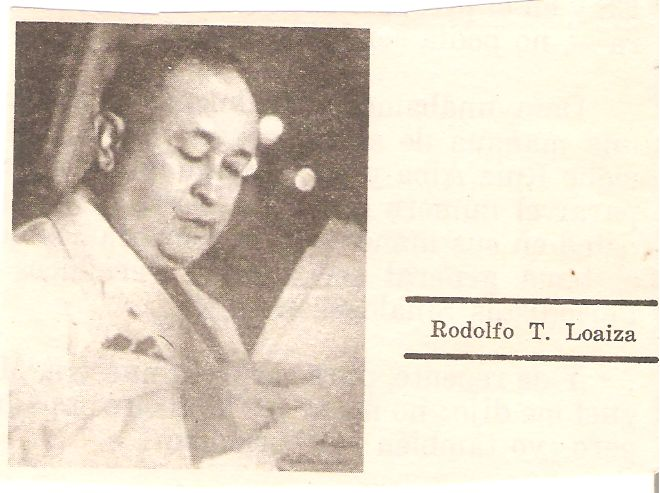
Rodolfo T. Loaiza durante los años de su gubernatura.

Las elecciones a la gubernatura de 1940 fueron concurrentes con la elecciones federales del mismo año en que se eligió al nuevo presidente de México, siendo muy competidas entre Manuel Ávila Camacho, candidato del Partido de la Revolución Mexicana (PRM) —candidato oficial— y el opositor Juan Andreu Almazán del Partido Revolucionario de Unificación Nacional (PRUN). La candidatura de Ávila Camacho, aunque designada por su antecesor Lázaro Cárdenas no recibió todos los apoyos de algunos políticos denominados cardenistas debido a que la ideología del candidato y la del presidente no era la misma. Esto llevó a la división de las fuerzas oficiales en las candidaturas de algunos estados.
En Sinaloa, disputaban la candidatura oficial a la gubernatura Guillermo Liera Berrelleza y el entonces senador Rodolfo T. Loaiza; este último con la declarada simpatía del gobenador saliente, el cardenista Alfredo Delgado Ibarra. Liera recibió el apoyo de Ávila Camacho y fue postulado candidato del PRM, pero entonces Delgado decidió postular a Loaiza como candidato del Partido Acción Revolucionaria Sinaloense y con todo el apoyo de su gobierno, logró el triunfo en la elección y el 19 de septiembre de 1940 el Congreso del Estado de Sinaloa lo declaró formaltamente gobernador electo, derrotando en forma inédita al candidato y partido oficial. Una situación análoga ocurrió el mismo año en las elecciones del estado de Chihuahua.
Loaiza asumió el gobierno el 1 de enero de 1941 y aunque formalmente hubo una reconciliación con el partido oficial y el presidente Ávila Camacho, durante todo su gobierno sufrió de recortes presupuestales y falta de apoyo federal. Por su parte Loaiza perseveró en su filiación cardenista y comenzó a liderar la formación de un bloque de gobernadores simpatizantes del mismo e integrado por los mandatarios de los estados de la costa del océano Pacífico; todo esto apoyado a que al haber estallado la Segunda Guerra Mundial en el Pacífico el gobierno federal había declarado a esos estados como zona militarizada en 1942 y nombrado a Cárdenas como su comandante.
Loaiza convocó entonces a una reunión de dichos gobernadores con Cárdenas para los días 18, 19 y 20 de febrero de 1942 con la intención oficial de coordinar la cooperación de los Gobiernos de los Estados del Litoral del Pacífico con la política internacional del Presidente. Ávila Camacho aunque en un principio pareció aceptarlo, posteriormente desconfió de las medidas como tendientes a empoderar al cardenismo rumbo a la siguiente sucesión presidencial; por lo que a través de la prensa y los diputados opositores a los cardenistas, y teniendo como pretexto la propia guerra y la política de Unidad Nacional propugnada por el gobierno federal, atacó dicha reunión a la que consecuencia Cárdenas se negó a asistir y al realizarse, solo acudieron en persona además del anfitrón Loaiza, los gobernadores Silvano Barba González de Jalisco y Félix Ireta Viveros de Michoacán, enviando el resto representantes. Aunque se tomaron los acuerdos planeados, resultó intracendente.
El 22 de mayo de 1942 México declaró la guerra a las potencias del eje e ingresó formalmente en la Segunda Guerra Mundial, entonces Loaiza comenzó a tomar medidas de preparación para la guerra adelantándose a las de la federación, como establecer el servicio militar, entre otras; que fueron vistas como tendientes a restarle poder al presidente y al gobierno federal. Aunque finalmente, cesó en estos enfrentamientos.
Loaiza continuó el resto de su gobierno, y durante el mismo se convirtió además en el primer gobernante en comenzar a combatir el cultivo de estupefacientes y el inicio del narcotráfico en su estado, que con los años lo volvería célebre, particularmente en zonas como el Triángulo Dorado. Además continuó con el reparto agrario a gran escala como parte de sus políticas cardenistas y que había sido detenido por Ávila Camacho, por lo que recibió la animadversión de los terretenientes y que estos crearan guardias blancas que proliferaron durante su gobierno.
Todo culminó, cuando aproximadanente diez meses antes de terminar su gobierno, la madrugada del 21 de febrero de 1944, murió asesinado de un balazo en la cabeza durante la una fiesta en el Hotel «Belmar» de Mazatlán en el contexto del carnal de dicho puerto. Su asesino fue un célebre gatillero y antiguo integrante de las guardias blancas conocido como Rodolfo Valdés alias “El Gitano”, quien pasaría a la historia como el primer sicario de Sinaloa. En un principio logró huir, pero luego fue capturado y encarcelado en Mazatlán y la Ciudad de México, volvería a Sinaloa y sería finalmente liberado. La autoría intelectual del crimen nunca fue establecida, atribuyéndose a los terratenientes y narcotraficantes, al gobierno de Ávila Camacho y al Gral. Pablo Macías Valenzuela, principal opositor político de Loaiza en Sinaloa y que en julio del mismo año lograría ser elegido gobernador y ejerció el cargo de 1945 a 1950 y quien el propio autor material llegó a señalar como responsable.